# Кеннет Коупленд
Кеннет Коупленд (англ. Kenneth Copeland; нар. 6 грудня 1936) — американський письменник, музикант, актор і телевізійний проповідник. Засновник Місії Кеннета Коупленда, один із засновників руху віри і євангелія процвітання. Автор і ведучий релігійної телепередачі «Переможний голос вірянина».

## Біографія
Коупленд народився в місті Лаббок, штат Техас. Виріс в західному Техасі, близько аеродрому Військово-повітряних сил США, що надихнуло його стати пілотом..
До прийняття християнства, Коупленд був артистом лейблів Lin Records та Imperial Records. Одна з його пісень під назвою «Pledge of love» у 1957-му році протрималася 15 тижнів у чартах Billboard Top 40 досягнувши 17-ї позиції.
У 1960-х роках Коупленд працював пілотом у проповідника Орала Робертса. У 1962 році Кеннет Коупленд прийняв християнство. У 1967 році він поступив на навчання в Університет Орала Робертса..
У 2012 році Кеннет Коупленд отримав авіаційну нагороду «Wright Brothers Master Pilot Award», якою нагороджують пілотів, що проявляють найвищий рівень професіоналізму та навичок у галузі авіації.
Деякі ЗМІ називають Коупленда «хрещеним батьком» євангелія успіху. Він проповідує про віру, любов, зцілення, процвітання, праведність, спокуту та принципи переможного християнського життя ґрунтуючись на Біблії. Коупленд переконаний, що Бог ніколи не помиляється на відміну від людини. Він запевняє, що людина може спілкуватися з Богом навіть про свої повсякденні справи. К.Коупленд стверджує, що кожна боговірна людина може процвітати, отримати зцілення від хвороб та розв'язання фінансових проблем. Його дружина Глорія повідомила, що вони з чоловіком не вживають лікарські засоби, тому, що Бог зцілює всі хвороби.
Церква Кеннета Коупленда володіє декількома літаками, та у Коупленда є приватний аеропорт «The Kenneth Copeland Airport», що розташований поруч з його маєтком. Для проповіді євангелія громада Коупленда купила йому реактивний літак Cessna Citation вартістю 20 млн доларів. Коментуючи придбання літака син Коупленда, Джон повідомив, що «хтось може подумати, що реактивний літак — це розкіш, але коли йому доводиться відвідувати 19 країн за 12 місяців, то це не розкіш, а інструмент для служіння».
У травні 2013 християнський репер Шей Лінн написав пісню «Fal$e Teacher$», у котрій називає К.Коупленда та інших проповідників євангелія успіху лжевчителями.

### Сім'я
3 квітня 1967 Кеннет і Глорія одружилися. Подружжя виховує трьох дітей: Джон Коупленд, Террі Пірсонс і Келлі Свішер. Глорія Коупленд обіймає посаду віцепрезидентки Місії Кеннета Коупленда. Келлі Коупленд Свішер — авторка мультфільму «Superkid» та християнської дитячої освітньої програми «Superkid Academy», вона служить дитячим пастором у церкві «Ігл Маунтін». Дочка Террі Пірсонс разом зі своїм чоловіком Джорджем є пасторами міжнародної церкви «Ігл Маунтін», яку відвідують 1500 парафіян. За словами Джорджа Пірсонса, Коупленди починали подружнє життя у боргах, але завдяки біблійному вченню позбавилися боргів і протягом 45 років живуть у фінансовій незалежності.

### Акторська діяльність
Кеннет Коупленд як актор знявся у стрічках: «Judgment: The Trial of Commander Kellie» (1999), «The Rally» (2010), «The Rally 2: Breaking the Curse» (2014). Виконавчий продюсер фільму «The Rally»..

## Місія Кеннета Коупленда
Місія Кеннета Коупленда була заснована у 1967 році у місті Форт-Уерт Кеннетом і Глорією Коупленд.. Перший семінар Кеннета Коупленда під назвою «Закони процвітання» відбувся у 1972 році в Оклахомі.

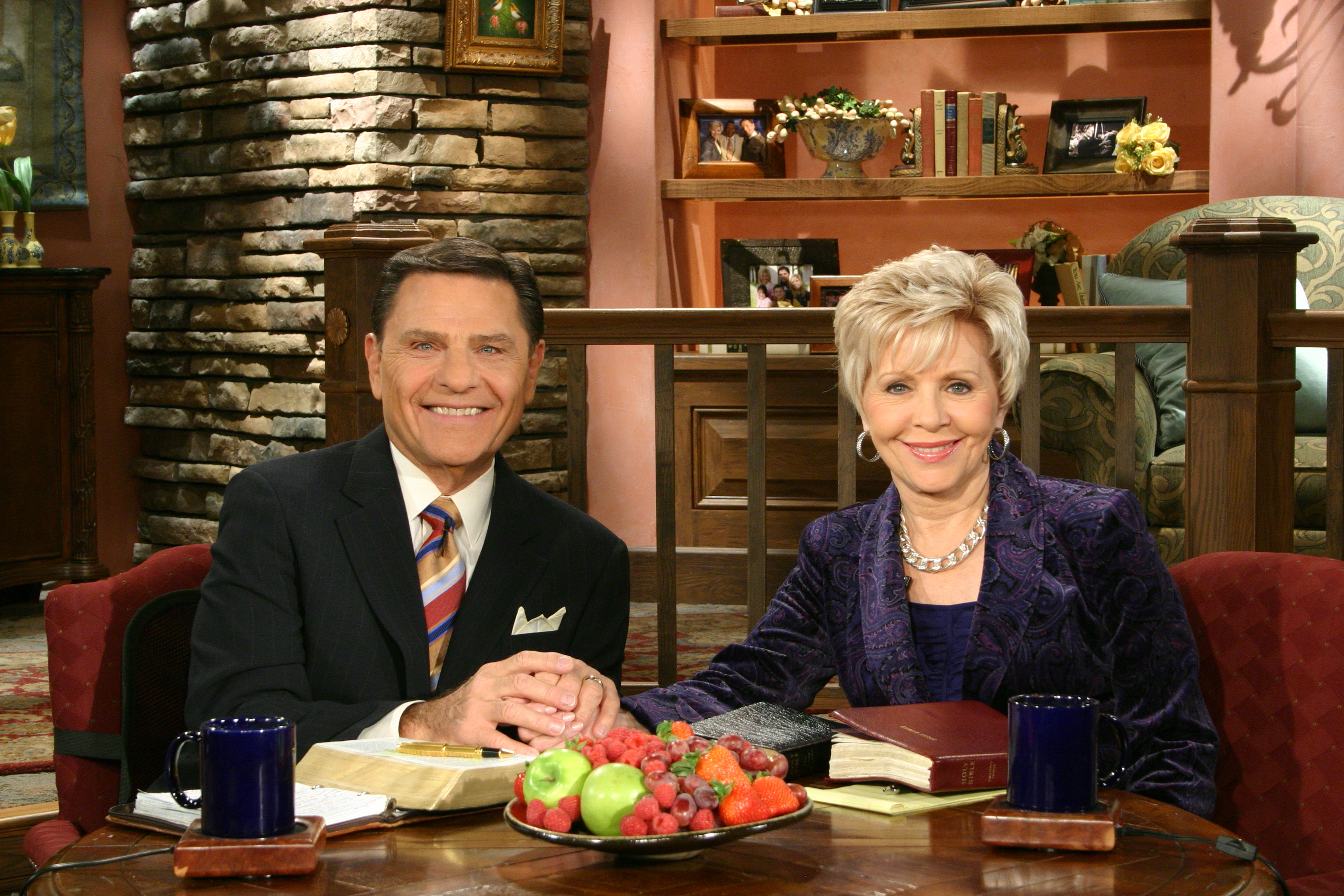
Кеннет і Глорія Коупленд під час фільмування «Переможного голосу вірянина»

У 1973 році було випущено перший номер журналу «Переможний голос вірянина». У вересні 2013 року Місія Кеннета Коупленда відсвяткувала сорокарічний ювілей з дня випуску першого номера журналу. Щомісячний журнал «Переможний голос вірянина» розповсюджується безкоштовно англійською, іспанською, російською та німецькою мовами серед 570 тис. підписників з 135 країн.
З 1979 року Місія Кеннета Коупленда працює в Азійсько-Тихоокеанському регіоні.
Кеннет і Глорія є авторами і ведучими релігійної телепрограми «Переможний голос віруючого», яку транслюють 90 телекомпаній по всьому світу. У 2010 році в Австралії телекомпанія «TEN» припинила трансляції програми «Переможний голос вірянина» тому, що в ефірі програми Кеннет Коупленд засудив гомосексуальність. Представники компанії заявили, що такі заяви порушують професійний кодекс, котрий забороняє прояви ворожості і зневаги на основі їх сексуальних уподобань.
У серпні 2011 року сенатор США Чак Грасслі провів розслідування фінансової діяльності шести відомих телеєвангелістів, серед яких був і Кеннет Коупленд. За результатами перевірки стало відомо, що у 1995 році 15 членів родини Коупленда отримали зарплатню в сумі 1,5 млн доларів. Перевірка виявила використання корпоративного літака вартістю 20 млн доларів у особистих цілях. Спеціаліст Університету Маямі з неприбуткового законодавства Френсіс Хілл запевняє, що у Місії працює дуже багато родичів і водиться дуже багато грошей, що саме собою є тривожним сигналом. Представники Місії Кеннета Коупленда надали відповіді на 17 з 42 питань фінансового комітету Сенату США, повідомивши, що частина інтересів, про які йдеться у запиті знаходиться під захистом Конституції США. Представники Місії підкреслили, що вони мають звітувати тільки перед Службою Внутрішніх Доходів, а не перед сенаторами. Сам Кеннет Коупленд повідомив, що його фінансові звіти належать Богу і сенатор їх не отримає.
У серпні 2013 року у ЗМІ з'явилась інформація про спалах кору серед парафіян церкви «Ігл Маунтін». Церкву відвідує 1500 парафіян, з низ захворіло 21 і як виявило медобстеження, без вакцинації серед хворих було 16 осіб. Це пов'язували з критичними висловами К. Коупленда відносно вакцинації, він закликав приймати зцілення вірою і казав, що вакцини спричинюють аутизм. Коментуючи ситуацію пастор церкви Джордж Пірсонс повідомив що вони ніколи не виступали проти вакцинації і не закликали парафіян відмовлятися від вакцин. Його дружина Террі підкреслила, що вона підтримує тих, хто хоче зробити вакцинацію і не бачить у цьому нічого поганого. Пізніше у мережі з'явилися публікації, що звинуватили ЗМІ у брехні і маніпулюванні фактами відносно цієї ситуації.

## Публікації
- Load Up Pocket Devotional: 31 Devotions to Revolutionize Your Future (Harrison House, July 2004) ISBN 1-57794-399-6 ISBN 978-1-57794-399-0
- You Are Healed (Kenneth Copeland Publications, July 1999) ISBN 0-88114-733-8 ISBN 978-0-88114-733-9
- A Ceremony of Marriage (Kenneth Copeland Publications, December 1996) ISBN 0-938458-15-9 ISBN 978-0-938458-15-9
- Prayer: Your Foundation for Success (Kenneth Copeland Publications, June 1999) ISBN 1-57794-155-1 ISBN 978-1-57794-155-2
- Kenneth Copeland Reference Bible — Leather Bound (Kenneth Copeland Publications, December 1996) ISBN 0-88114-296-4 ISBN 978-0-88114-296-9
- Becoming Subject to the Authority of Jesus (Kenneth Copeland Publications, 2001) ISBN 0-88114-972-1 ISBN 978-0-88114-972-2
- How to Discipline Your Flesh (Kenneth Copeland Publications, June 1999) ISBN 1-57562-116-9 ISBN 978-1-57562-116-6
- From Faith to Faith: A Daily Guide to Victory (Harrison House, May 2000) ISBN 1-57794-225-6 ISBN 978-1-57794-225-2
- Pursuit of His Presence: Daily Devotional (Harrison House, September 1998) ISBN 1-57794-137-3 ISBN 978-1-57794-137-8
- The Wake-up Call (Kenneth Copeland Publications, 2002) ISBN 1-57562-792-2 ISBN 978-1-57562-792-2
- Classic Redemption (Kenneth Copeland Publications, 2001) ISBN 0-938458-58-2 ISBN 978-0-938458-58-6
- The Laws of Prosperity (Kenneth Copeland Publications, December 1995) ISBN 0-88114-952-7 ISBN 978-0-88114-952-4
- Prosperity: The Choice Is Yours (Kenneth Copeland Publications, June 1992) ISBN 0-88114-728-1 ISBN 978-0-88114-728-5
- Healing Promises (Kenneth Copeland Publications, August 1994) ISBN 0-88114-949-7 ISBN 978-0-88114-949-4
- Over the Edge: Youth Devotional (Harrison House, September 1998) ISBN 1-57794-138-1 ISBN 978-1-57794-138-5